# Musikalisches Würfelspiel
El Musikalisches Würfelspiel (en alemán, ‘juego de dados musical’) fue un sistema por medio del cual se hacía uso de dos dados para generar música de forma aleatoria. Este tipo de juegos fueron muy populares en Europa Occidental en el siglo XVIII, ideándose distintos juegos de este tipo, incluso algunos que no requerían dado, y cuya mecánica consistía simplemente en escoger un número al azar. Otros ejemplos célebres fueron El compositor de polonesas y minuetos (primera edición de 1757; segunda edición revisada en 1783), de Johann Kirnberger, y la Broma filarmónica, de Joseph Haydn (1790).

## ElMusikalisches Würfelspielde Mozart
El más conocido de estos juegos musicales fue publicado en Berlín en 1792 por Nikolaus Simrock, el editor de Mozart. El juego fue atribuido a Mozart, pero esta atribución no ha sido demostrada nunca. El dado selecciona al azar breves pasajes de música, que serían puestos uno a continuación del otro para crear una pieza musical, sin necesidad de tener conocimientos musicales.
El manuscrito de Mozart del KV 516f, escrito en 1787, presenta multitud de fragmentos de música de dos compases de extensión, lo que parece ser fruto de alguna clase de juego o sistema para construir música a partir de esos breves pasajes de dos compases, aunque no aparecen instrucciones y no existen evidencias de que se emplease un dado en su elaboración.

## ElWürfel-Menuetde Kirnberger
En esta obra, Johann Kirnberger crea noventa y seis motivos musicales de un compás que se distribuyen en cuatro voces. Los motivos están colocados horizontalmente en una tabla de ocho filas que corresponden a los ocho compases de la primera sección, y verticalmente se encuentra el valor del dado (del uno al seis) que podría salir en la tirada, de modo que al tirar el dado el resultado determina el número del compás a elegir en cada una de las ocho tiradas. En la segunda sección se repite el mismo procedimiento.
Sin escuchar y sin analizar la forma en la que los compases están distribuidos en la tabla, se podría suponer que la pieza caería en el caos absoluto, pero esto no es así, ya que al analizar el proceso que Kirnberger propone aquí se puede ver que cada una de las filas responde a una sección armónica, de modo que al tirar el dado las opciones posibles sean congruentes con el discurso armónico y melódico del minuet.